# Гриффитвилл (Арканзас)
Гриффитвилл (англ. Griffithville, Arkansas) — город, расположенный в округе Уайт (штат Арканзас, США) с населением в 262 человека по статистическим данным переписи 2000 года.

## География
По данным Бюро переписи населения США Гриффитвилл имеет общую площадь в 1,04 квадратных километров, водных ресурсов в черте населённого пункта не имеется.
Город Гриффитвилл расположен на высоте 66 метров над уровнем моря.

## Демография
По данным переписи населения 2000 года в Гриффитвилле проживало 262 человека, 76 семей, насчитывалось 105 домашних хозяйств и 119 жилых домов. Средняя плотность населения составляла около 262 человека на один квадратный километр. Расовый состав Гриффитвилла по данным переписи распределился следующим образом: 97,71 % белых, 0,38 % — представителей смешанных рас, 1,91 % — других народностей. Испаноговорящие составили 5,34 % от всех жителей города.
Из 105 домашних хозяйств в 35,2 % — воспитывали детей в возрасте до 18 лет, 65,7 % представляли собой совместно проживающие супружеские пары, в 5,7 % семей женщины проживали без мужей, 26,7 % не имели семей. 26,7 % от общего числа семей на момент переписи жили самостоятельно, при этом 19,0 % составили одинокие пожилые люди в возрасте 65 лет и старше. Средний размер домашнего хозяйства составил 2,50 человек, а средний размер семьи — 3,04 человек.
Население города по возрастному диапазону по данным переписи 2000 года распределилось следующим образом: 26,3 % — жители младше 18 лет, 11,8 % — между 18 и 24 годами, 22,1 % — от 25 до 44 лет, 20,6 % — от 45 до 64 лет и 19,1 % — в возрасте 65 лет и старше. Средний возраст жителей составил 35 лет. На каждые 100 женщин в Гриффитвилле приходилось 104,7 мужчин, при этом на каждые сто женщин 18 лет и старше приходилось 93,0 мужчин также старше 18 лет.
Средний доход на одно домашнее хозяйство в городе составил 25 000 долларов США, а средний доход на одну семью — 35 625 долларов. При этом мужчины имели средний доход в 27 250 долларов США в год против 22 500 долларов среднегодового дохода у женщин. Доход на душу населения в городе составил 13 082 доллара в год. 11,6 % от всего числа семей в округе и 11,6 % от всей численности населения находилось на момент переписи населения за чертой бедности, при этом из них были моложе 18 лет и 7,7 % — в возрасте 65 лет и старше.